# Burg Furra
Die Burg Furra, auch Burg Großfurra, veraltet Wuor oder im Volksmund Schloss genannt, entstand aus einer Wasserburg in der Mitte des heutigen Ortsteils Großfurra der Stadt Sondershausen im Kyffhäuserkreis in Thüringen.

## Geschichte
In Furra war das Kloster Fulda schon im 9. Jahrhundert ansässig.
Die Wasserburg wurde im 11. Jahrhundert von den Thüringer Landgrafen erbaut und erstmals 1198 im Besitz des Rittergeschlechts derer von Furra erwähnt. Mit dieser Burg kontrollierten die Bewohner das Wippertal westlich von Sondershausen. Die Herren von Furra wurden 1249 Gefolgsleute der Markgrafen von Meißen und 1276 werden sie als Honsteiner Vasallen erwähnt.
Nachdem 1332 die Familie von Furra ausgestorben war, wurde die Burg an verschiedene Adelsfamilien belehnt und war geteilt in den östlichen Flügel, die Vogtei und den westlichen, das adlige Lehen.
Ab dem Jahre 1425 erwarb die Familie von Wurmb nach und nach die Burgteile von den verschiedenen Adelsgeschlechtern und lenkte über 500 Jahr lang die Geschichte der Burg und deren Ländereien.
In den Jahren 1525 bis 1526 wurde die Familie Wurmb während des Bauernkrieges von aufständischen Bauern von der Burg vertrieben. Nach der Niederschlagung des Aufstands kam sie wieder in den Besitz der Familie zurück. Die einstmalige Schutzburg wurde immer mehr zur Zwingburg gegen die Bauern, sie wurde in der Folgezeit mehrfach umgebaut, überstand die Pest, zahlreiche Kriege und blieb bis zum Ende des Zweiten Weltkrieges 1945 fast unbeschadet.
Durch amerikanischen Artilleriebeschuss auf Großfurra im April 1945 erhielt auch der Bergfried der Burg Treffer. Unter der folgenden sowjetischen Besatzung ab Juli 1945 wurde die Familie Wurmb entschädigungslos enteignet und vertrieben. Das im Volksmund Schloss genannte Gebäude wurde geplündert, dann volkseigen und als Schule, Kindergarten und weiter für Wohnungen von Flüchtlingen genutzt. Die wertvolle Bibliothek ging verloren. Die Enteignung betraf auch die umfangreichen Gutsgebäude und den Landbesitz. Die 500 Meter lange Schlossmauer wurde abgerissen, die Steine für die Fundamente von Neubauten verwendet. Die wurmbsche Beisetzungskapelle mit Gruft und Särgen wurde katholische Kirche und überstand so die Wirren der Zeit.
Nach der Wende 1990 stand das inzwischen marode gewordene Gebäude leer, da die anstehenden größeren Sanierungsmaßnahmen zu kostspielig waren. Der Turm hatte einen langen Riss, Dächer, Wände und Fenster waren defekt.
Nach Kauf der Gebäude durch den in Bayern gebürtigen Kaufmann aus Göttingen, Helmut Pohl, wurden die Gebäude von 1996 bis 2004 unter denkmalrechtlichen Prämissen aufwändig saniert und restauriert, und sie sind heute sein Lebens- und Firmendomizil.

## Baubeschreibung

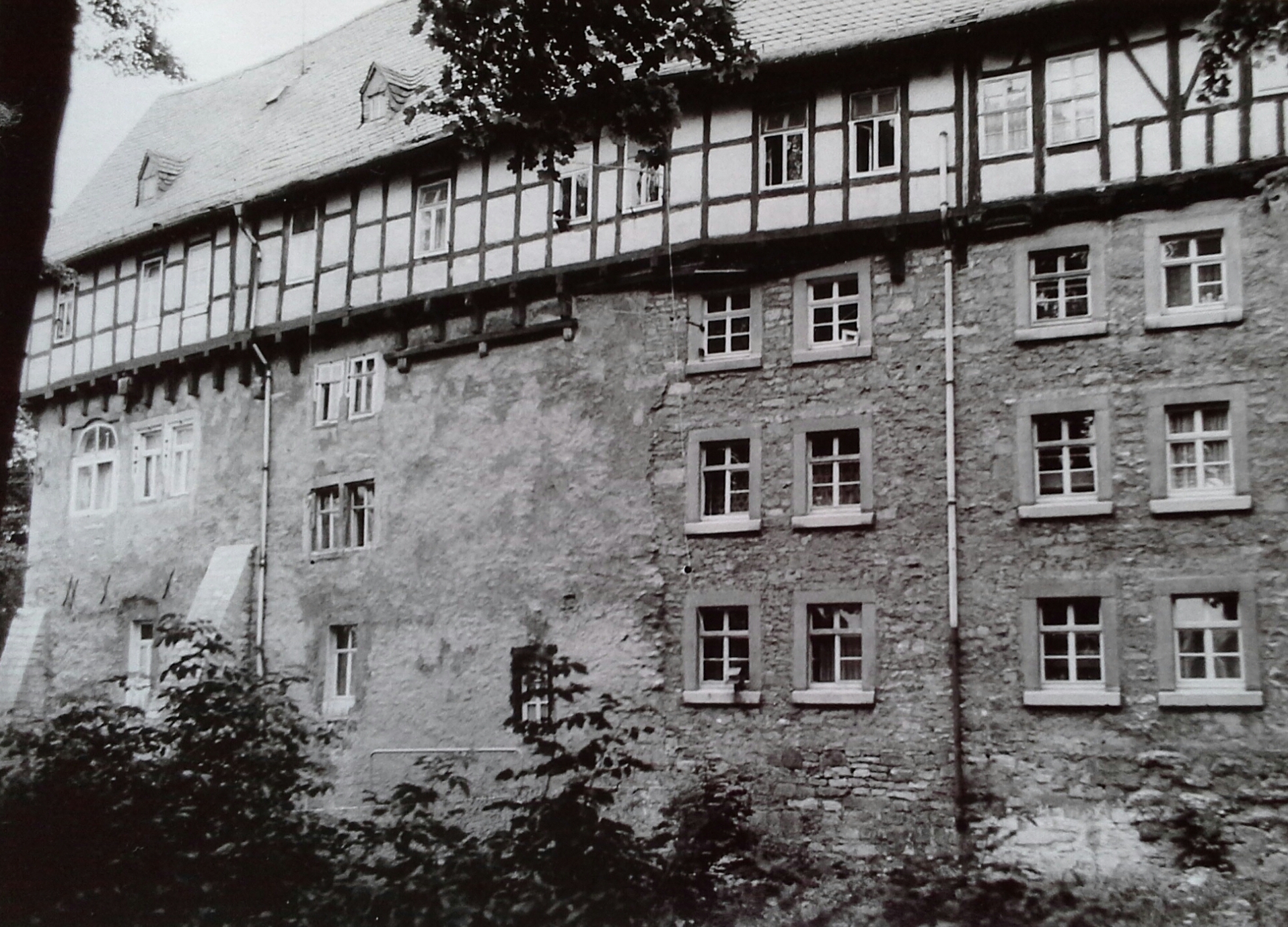
Burg Großfurra 1984

Die ursprüngliche Burganlage war eine wallumwehrte Wasserburg mit einem zweiflügeligen, massiven Kernbau, einmal zweigeschossig und einmal dreigeschossig mit Fachwerkaufbau. Der runde, 20 Meter hohe Bergfried mit einem Durchmesser von 10 Metern und Kuppeldach, ist in den Bau integriert.
Der ehemalige Schlosspark ist ein im 17. Jahrhundert angelegten Lustgarten, der in der Mitte des 19. Jahrhunderts zum Landschaftsgarten umgestaltet wurde. 1945 und danach wurde der Park teilweise zugebaut und der Bestand an schönen alten Bäumen durch Fällen gelichtet.